# Publémont
 (décembre 2018).
Si vous disposez d'ouvrages ou d'articles de référence ou si vous connaissez des sites web de qualité traitant du thème abordé ici, merci de compléter l'article en donnant les références utiles à sa vérifiabilité et en les liant à la section « Notes et références ».

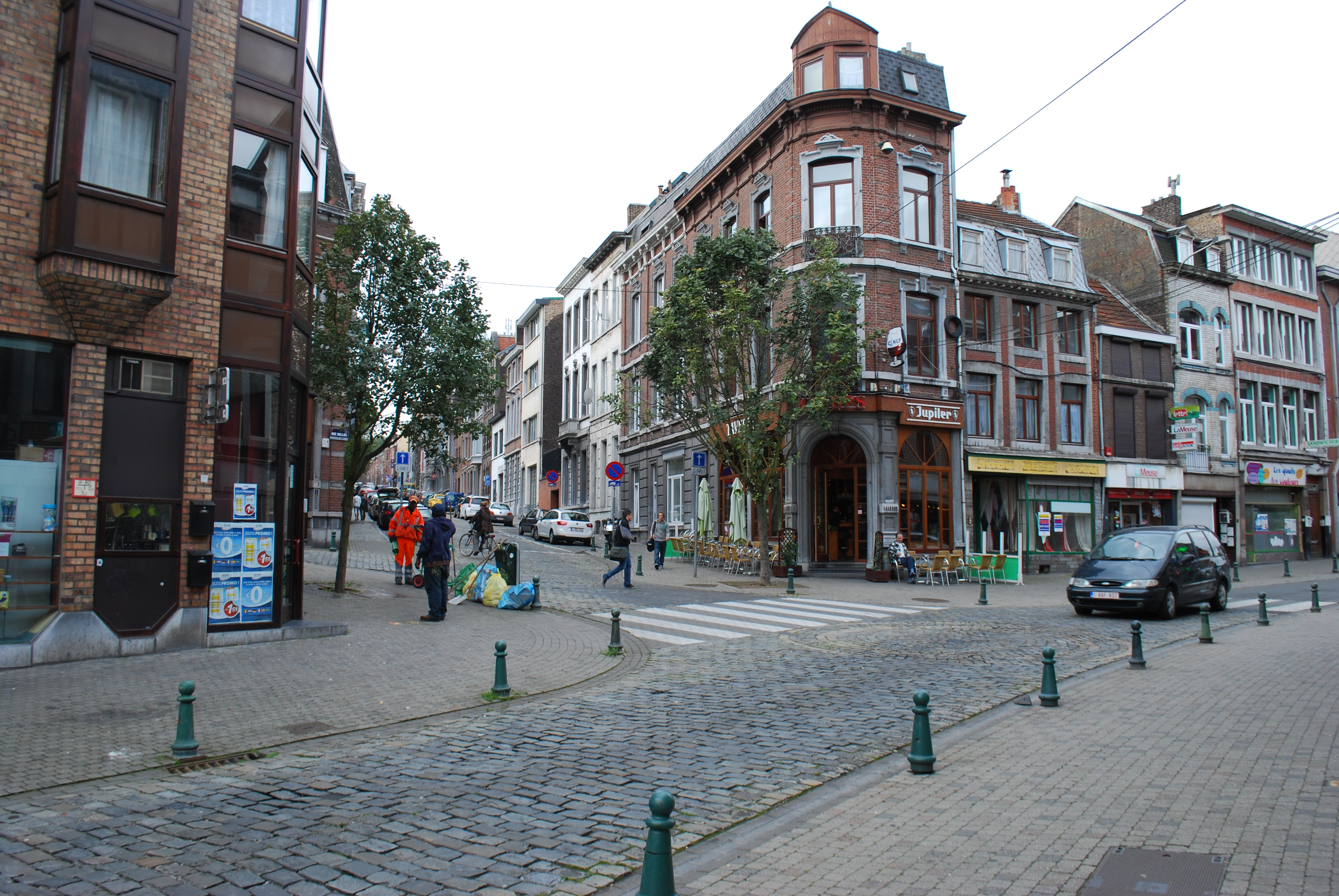
Vue de la rue Sainte-Marguerite à Liège, vers le carrefour avec la rue Publémont et la rue Hullos.

Le Publémont ou Mont Saint-Martin est une colline du centre de la ville belge de Liège. Située dans le quartier administratif de Saint-Laurent, elle est cernée par la Sauvenière et la vallée de la Légia.

## Description
Elle fut incluse au Xe siècle  dans la première enceinte fortifiée de la ville par Notger. L'accès de l'ouest se faisait par la porte Saint-Martin.
La colline accueille plusieurs hôtels particuliers du XVIIe siècle et XVIIIe siècle, et la collégiale Saint-Martin.
La collégiale Saint-Martin fut le berceau de la fête Dieu, instaurée à partir de 1246 à l'initiative de Julienne de Cornillon.

## Toponymie
Attesté en Publico monte à partir de 1034, dans le Toponymisch Woordenboek.

## Rues du Publémont
- Rue Basse-Sauvenière
- Rue des Bégards
- Rue des Fossés
- Rue Haute-Sauvenière
- Rue Hullos
- Mont Saint-Martin
- Rue de la Montagne
- Rue Publémont
- Rue Saint-Hubert
- Rue Saint-Laurent
- Rue Saint-Séverin
- Rue Sainte-Croix
- Rue Sainte-Marguerite
- Thier de la Fontaine
- Degrés des Tisserands